# Зуккерский
Зуккерский — упразднённый в 1961 году населённый пункт в Троицком районе Челябинской области России. Территория вошла в черту посёлка Херсонский, в советские годы действовал пионерлагерь. Возникла как дача пивовара Я. Л. Зуккера в конце XIX века. В XXI веке территория Нижнесанарского сельского поселения.

## География
Расположен был в юго-западной части района, в пределах Зауральского пенеплена, на берегу р. Чернушки. У реки находится степной водопад Паводковый, пляж.
На бывшей даче Зуккера сосновый лесок, когда вокруг — ковыльно-разнотравная степь с редкими берёзовыми колками.

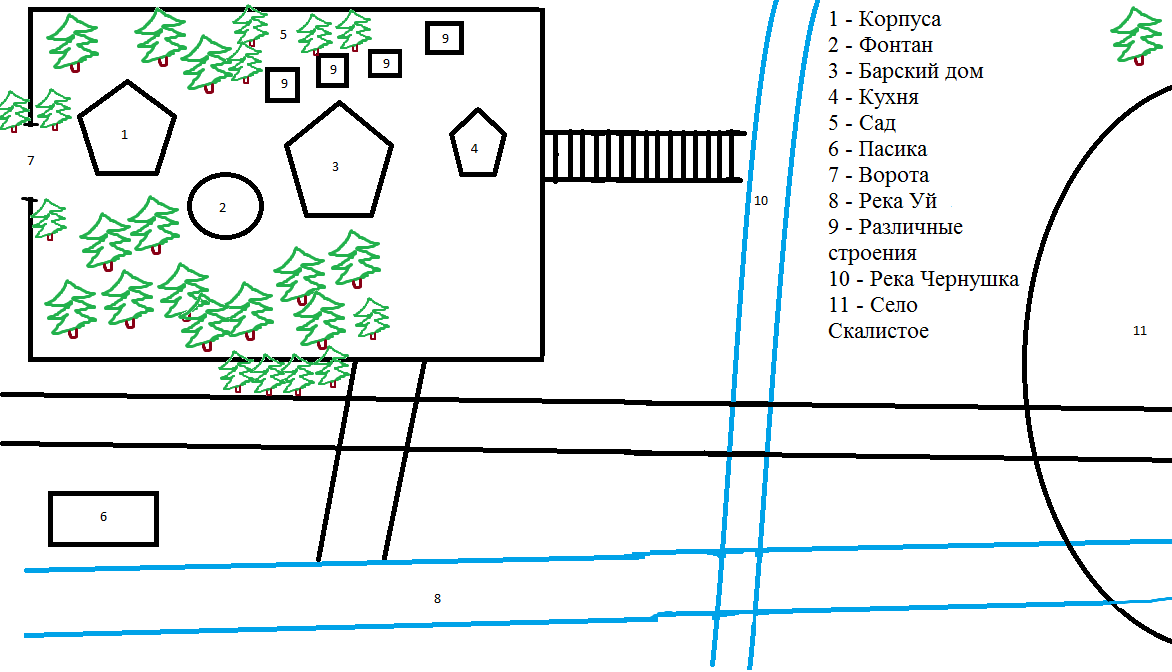
Схема дачи Зуккера

## История
Возник как дача пивовара Я. Л. Зуккера. Известна как минимум с 1899 года. С 1905 года указывается на картах как хутор Зуккеровский.
Возле дачи к началу XX века возникли хутора Наумовский, Херсонский, Ковалевский.
В 1916 году входил в Кособродскую волость.
В списке населённых пунктов Уральской области 1928 года (С.58) указаны хутор Зуккерский и дача Зуккера, входящие в Нижнесанарский сельсовет Троицкого района как два разных селения.
Упразднён в 1961 году согласно Решению исполкома Челябинского облсовета депутатов трудящихся от 10.10.1961 N 532 «О переименовании некоторых населенных пунктов в Троицком районе Челябинской области» от 10 октября 1961 г. N 532, со слияниям населённых пунктов
Херсонский, Зуккерский и Ковалёвский в один — посёлок Херсонский

## Население
По всесоюзной переписи 1926 года на хуторе проживали в 9 хозяйствах проживали 55 человек (26 мужчин, 29 женщин), из них 45 украинцев, 8 русских.
На даче на одном дворе проживали 6 человек (по 3 мужчин и женщины), все — белорусы.